# ياموسوكرو
ياماسوكرو (بالفرنسية: Yamoussoukro)‏ هي العاصمة السياسية والإدارية لجمهورية ساحل العاج ومنطقة ذاتية الحكم في البلاد. يبلغ عدد سكانها 355,573 نسمة حسب التعداد الأولي عام 2014. تبعد المدينة 240 كيلومتر (150 ميل) شمال غرب أبيدجان، المركز الإداري على الساحل، وتغطي البلدية 3,500 كيلومتر مربع (1,400 ميل مربع) على التلال والسهول.
قبل عام 2011، كانت منطقة ياموسوكرو جزءا من منطقة لاكس. تم تأسيس المقاطعة في عام 2011  وقسمت إلى قسمي أتييغواركو وياموسوكرو. وتحتوي المنطقة في المجموع على 169 مستوطنة. ياموسوكرو هي محافظة فرعية في دائرة ياموسوكرو وهي أيضا بلدية: منذ عام 2012، فقد كانت هي البلدية الوحيدة في منطقة الحكم الذاتي في ياموسوكرو.
في تعداد عام 2014، بلغ عدد سكان إقليم الحكم الذاتي 355,573 نسمة. وبلغ تعداد مدينة ياموسوكرو (في مقابل الإقليم) 281,071 نسمة، مما يجعلها خامس أكبر مدينة من حيث عدد السكان في ساحل العاج.
الحاكم الحالي للإقليم هو أوغستين تيام.

## المناخ
يظهر الجدول التالي التغييرات المناخية على مدار السنة لياموسوكرو:
| البيانات المناخية لـياموسوكرو            | البيانات المناخية لـياموسوكرو | البيانات المناخية لـياموسوكرو | البيانات المناخية لـياموسوكرو | البيانات المناخية لـياموسوكرو | البيانات المناخية لـياموسوكرو | البيانات المناخية لـياموسوكرو | البيانات المناخية لـياموسوكرو | البيانات المناخية لـياموسوكرو | البيانات المناخية لـياموسوكرو | البيانات المناخية لـياموسوكرو | البيانات المناخية لـياموسوكرو | البيانات المناخية لـياموسوكرو | البيانات المناخية لـياموسوكرو |
| الشهر                                    | يناير                         | فبراير                        | مارس                          | أبريل                         | مايو                          | يونيو                         | يوليو                         | أغسطس                         | سبتمبر                        | أكتوبر                        | نوفمبر                        | ديسمبر                        | المعدل السنوي                 |
| ---------------------------------------- | ----------------------------- | ----------------------------- | ----------------------------- | ----------------------------- | ----------------------------- | ----------------------------- | ----------------------------- | ----------------------------- | ----------------------------- | ----------------------------- | ----------------------------- | ----------------------------- | ----------------------------- |
| متوسط درجة الحرارة الكبرى °م (°ف)        | 31.5 (88.7)                   | 33.5 (92.3)                   | 33.5 (92.3)                   | 32.9 (91.2)                   | 31.7 (89.1)                   | 30.1 (86.2)                   | 28.6 (83.5)                   | 28.5 (83.3)                   | 29.3 (84.7)                   | 30.1 (86.2)                   | 30.7 (87.3)                   | 30.1 (86.2)                   | 30.9 (87.6)                   |
| المتوسط اليومي °م (°ف)                   | 25.2 (77.4)                   | 27.3 (81.1)                   | 27.6 (81.7)                   | 27.3 (81.1)                   | 26.5 (79.7)                   | 25.6 (78.1)                   | 24.5 (76.1)                   | 24.5 (76.1)                   | 24.8 (76.6)                   | 25.2 (77.4)                   | 25.5 (77.9)                   | 24.5 (76.1)                   | 25.7 (78.3)                   |
| متوسط درجة الحرارة الصغرى °م (°ف)        | 18.9 (66.0)                   | 21.2 (70.2)                   | 21.8 (71.2)                   | 21.8 (71.2)                   | 21.3 (70.3)                   | 21.1 (70.0)                   | 20.4 (68.7)                   | 20.6 (69.1)                   | 20.4 (68.7)                   | 20.4 (68.7)                   | 20.3 (68.5)                   | 19 (66)                       | 20.6 (69.1)                   |
| الهطول مم (إنش)                          | 13 (0.5)                      | 42 (1.7)                      | 108 (4.3)                     | 126 (5.0)                     | 155 (6.1)                     | 165 (6.5)                     | 88 (3.5)                      | 83 (3.3)                      | 170 (6.7)                     | 125 (4.9)                     | 36 (1.4)                      | 15 (0.6)                      | 1٬126 (44.5)                  |
| المصدر: Climate-Data.org, altitude: 236m |                               |                               |                               |                               |                               |                               |                               |                               |                               |                               |                               |                               |                               |

## أعلام
- فيليكس أوفوي بوانيي
- أوليفييه تيا
- كلود نكبا
- شيخ تيوتي
- بوريس كابي